# ビニース・ザ・マスク
『ビニース・ザ・マスク』（Beneath the Mask）は、チック・コリア率いる「チック・コリア・エレクトリック・バンド」が1991年に発表した、同バンドの名義では5作目に当たるスタジオ・アルバム。フランク・ギャンバレおよびエリック・マリエンサルの加入後としては4作目に当たる。

## 背景
エレクトリック・バンド名義の前々作『アイ・オブ・ザ・ビホルダー』および前作『インサイド・アウト』のレコーディングでは、コリアはアコースティック・ピアノも使用したが、本作では全編にわたりエレクトリック・キーボードを使用した。「リトル・シングス・ザット・カウント」はスパイク・ミリガンに捧げられた曲で、「99・フレイヴァーズ」はコリアが本作のレコーディングで使用した「ヤマハ・SY99」に捧げられた曲である。
エレクトリック・バンドは本作を最後に、コリアとエリック・マリエンサル以外のメンバーが交替するが、2004年のアルバム『トゥ・ザ・スターズ』では、本作までのラインナップが再結集した。

## 反響・評価
『ビルボード』のコンテンポラリー・ジャズ・アルバム・チャートでは2位に達した。
スコット・ヤナウはオールミュージックにおいて5点満点中3点を付け「一部の曲は記憶に残らないため、過去何作かの水準には達していない」と評している。Josef Woodardは1991年9月6日付の『エンターテインメント・ウィークリー』誌のレビューでBを付け「簡潔で率直で口ずさみやすいラテン系のメロディが押し出され、エレクトリック・バンドがここ数年発表してきた作品の中では、特に分かりやすく爽やかである」と評している。また、『CDジャーナル』のミニ・レビューでは「本作のポイントはポップ・フィーリング。強いて言えば攻撃性が薄れ、以前よりチャートの動向を意識した」と評されている。

## 収録曲
特記なき楽曲はチック・コリア作曲。
1. ビニース・ザ・マスク - "Beneath the Mask" (Chick Corea, John Patitucci, Dave Weckl) - 3:34
2. リトル・シングス・ザット・カウント - "Little Things That Count" (J. Patitucci, D. Weckl) - 3:50
3. ワン・オブ・アス・イズ・オーヴァー40 - "One of Us Is Over 40" (C. Corea, J. Patitucci, D. Weckl) - 4:57
4. ア・ウェイヴ・グッドバイ - "A Wave Goodbye" (C. Corea, D. Weckl) - 4:47
5. ライフスケープ - "Lifescape" - 5:12
6. ジャミン・E. クリケット - "Jammin E. Cricket" (C. Corea, J. Patitucci, D. Weckl) - 6:54
7. チャージド・パーティクルズ - "Charged Particles" - 5:20
8. フリー・ステップ - "Free Step" - 7:47
9. 99・フレイヴァーズ - "99 Flavors" - 3:56
10. イリュージョンズ - "Illusions" (C. Corea, J. Patitucci, D. Weckl) - 9:47

## 参加ミュージシャン
- チック・コリア - キーボード、シンセサイザー、シンクラヴィア
- エリック・マリエンサル - ソプラノ・サクソフォーン(#7を除く全曲)、アルト・サクソフォーン(on #7)
- フランク・ギャンバレ - エレクトリック・ギター(all songs)、アコースティック・ギター(on #4)、ギターシンセサイザー(on #10)
- ジョン・パティトゥッチ - エレクトリックベース
- デイヴ・ウェックル - ドラムス、シモンズ、パーカッション